# Фатима Бусу
Фатима Бусу (малайск. Fatimah Busu) (род. 1 января 1942 года, Кота-Бару) — малайзийская писательница, пищущая на малайском языке. Полное имя писательницы Фатима бинти Бусу Че Су (малайск. Fatimah Busu @ Che Su).

## Краткая биография
Родилась шестым ребенком в крестьянской семье. Отец был народным сказителем, что, видимо, объясняет ранний интерес Фатимы к литературе. В 1962 году окончила малайский колледж для девочек в Малакке и несколько лет работала учителем в школе. В 1975 году окончила Университет наук Малайзии в Пинанге, в 1978 году защитила там же магистерскую, а в 1994 году докторскую диссертацию. В 1975—1998 гг. преподавала в Университете наук Малайзии (последняя должность доцент).

## Творчество
Пишет в основном прозу, посвящённую проблемам женской эмансипации, исламским моральным ценностям, философскому осмыслению жизни и смерти с налётом дидактики, а также содержащую критику существующих порядков . При этом социально значимое содержание сочетается с занимательным сюжетом.
Автор шести сборников рассказов («Привет зелени земли» −1980, «Вечность» — 1980, «Али-Иша» — 1985, «Чудо природы» — 2004, «Цветы островов» — 2005, «Ох, Си Линчай» −2009, одного сборника стихов («Что же там такое» — 2004) и нескольких повестей («Волна теряет синеву» — 1977, «Возвращение» — 1980), «Привет, Мария» — 2004, «Потерянный мир» — 2005 и др.).
Её рассказы включены в 37 антологий, изданных различными издательствами в стране, и переведены на английский, вьетнамский, голландский, датский, китайский, немецкий, тамильский и французский языки.
Её перу принадлежат также литературоведческие труды, в частности, «Сатира в современной малайской и африканской прозе» (1992), «Креативное писательское творчество; теория и процесс» (2003), «Схожие черты и различия в малайской и индонезийской прозе» (2010) и др.
В 2011 году выступила в защиту романа «Интерлок» Абдуллаха Хуссейна, обвинённого в искажении исторических событий и исключённого из школьной программы. Неоднократно называлась в числе претендентов на звание Национальный писатель Малайзии.

## Награды
- Главная литературная премия Малайзии (1971, 1972, 1973, 1974, 1975, 1984, 1985, 1993, 2001)
- Грамота правительства «За безупречный труд» (1983)
- Литературная премия Совета по языку и литературе Малайзии и Мэйбанка (1986, 1987)
- Литературная премия Юго-Восточной Азии (2005 — отказалась принять в знак протеста против притеснения малайского населения на юге Таиланда)[5]
- Почётное звание "Писатель Келантана" (2015)